# Elezioni governatoriali in Texas del 2010
Le elezioni governatoriali in Texas del 2010 si svolsero il 2 novembre per eleggere il governatore del Texas.
Nella competizione elettorale si sfidarono in particolare il governatore uscente del Partito Repubblicano Rick Perry, che correva per la terza volta consecutiva dopo aver sconfitto alle primarie la senatrice Kay Bailey Hutchison, e l'ex sindaco democratico di Houston Bill White. Gli altri candidati furono Kathie Glass del Partito Libertario, Deb Shafto dei Verdi e l'indipendente Andy Barron.
Le elezioni sancirono l'affermazione di Rick Perry. Il governatore uscente si impose in particolare tra gli anglosassoni (71% contro 29%), mentre White ebbe maggior successo tra il voto nero (88% contro 12%) e quello latino (61% contro 38%).

## Risultati
| Candidati    | Partiti              | Voti      | %     |
| ------------ | -------------------- | --------- | ----- |
| Rick Perry   | Partito Repubblicano | 2.733.781 | 54,97 |
| Bill White   | Partito Democratico  | 2.106.395 | 42,28 |
| Kathie Glass | Partito Libertario   | 109.211   | 2,19  |
| Deb Shafto   | Verdi                | 19.516    | 0,39  |
| Andy Barron  | Indipendente         | 7.267     | 0,16  |
| Totale       | Totale               | 4.979.870 |       |

## Elezioni primarie

### Partito Repubblicano
| Candidato            | Voti      | %     |
| -------------------- | --------- | ----- |
| Rick Perry           | 758.222   | 51,09 |
| Kay Bailey Hutchison | 450.196   | 30,33 |
| Debra Medina         | 275.693   | 18,58 |
| Totale               | 1.484.111 |       |

### Partito Democratico
| Candidati      | Voti    | %     |
| -------------- | ------- | ----- |
| Bill White     | 516.621 | 75,99 |
| Farouk Shami   | 87.268  | 12,84 |
| Felix Alvarado | 33.708  | 4,96  |
| Alma Aguado    | 19.556  | 2,88  |
| Clement Glenn  | 9.852   | 1,45  |
| Bill Dear      | 6.574   | 0,97  |
| Robert Locke   | 6.298   | 0,93  |
| Totale         | 679.877 |       |